# Bartosz Kapustka
Bartosz Kapustka (Tarnów, 23 de dezembro de 1996) é um futebolista polaco que atua como meia-atacante, mas também pode jogar como ponta. Atualmente joga pelo Légia Varsóvia.

## Carreira

### Leicester City
Em 3 de agosto de 2016 foi anunciado como novo jogador do clube inglês Leicester City. Entretanto, o jogador recebeu poucas oportunidades de jogo com Claudio Ranieri, pois o mesmo acreditava que ele não estava ainda adaptado à liga inglesa. . Já tendo jogado pelo sub-23 do clube inglês, um possível empréstimo não seria possível no momento, pois a FIFA proíbe um jogador de participar de três equipes numa mesma temporada. Jogou em duas oportunidades, pela FA Cup: uma no terceiro round na vitória de 2-1 contra o Everton e outra no jogo de replay do quarto round contra o Derby County, no qual seu time venceu por 3-1.

### SC Freiburg
No dia 14 de julho de 2017 foi anunciado o empréstimo do polonês ao Freiburg, com a opção de compra no fim da temporada por 5 milhões de euros.

### Légia Varsóvia
Desde 13 de agosto de 2020, o jogador polaco assinou com o clube Légia Varsóvia.

## Seleção Polonesa
Em 7 de setembro de 2015, estreou pela seleção principal contra Gibraltar como substituto de Jakub Błaszczykowski. Fez seu primeiro gol na mesma partida, aos 28 do segundo tempo.
Ele fez parte do elenco da Seleção Polonesa de Futebol da Eurocopa de 2016.